# Eduard Masjuan i Bracons
Eduard Masjuan i Bracons és un investigador i doctor en història econòmica per la Universitat Autònoma de Barcelona (1998), autor de diversos llibres i múltiples articles científics en revistes especialitzades nacionals i internacionals sobre història de l'urbanisme, demografia històrica i història de la cultura obrera autodidacta.
Masjuan ha treballat en un projecte de recuperació de la memòria històrica de l'infrahabitatge durant la postguerra, a les dècades dels quaranta i cinquanta, que fou encarregat per l'Ajuntament de Sabadell, i que descriu com els emigrants d'aleshores van haver de viure en coves quan no es van construir habitatges de protecció social. El projecte ha permès l'arranjament de cinc dels 182 habitacles que el consistori tenia registrats en la dècada del 1950.

## Obres destacades
- Urbanismo y ecología en Cataluña (Nossa y Jara Editores, 1992)
- La ecología humana en el anarquismo ibérico: urbanismo "orgánico", neomalthusianismo y naturismo social (Icaria Editorial, 2000)[6]
- Medis obrers i innovació cultural a Sabadell (1900-1939): l'altra aventura de la ciutat industrial (Servei de Publicacions de la Universitat Autònoma de Barcelona, 2006)
- Un héroe trágico del anarquismo español: Mateo Morral, 1879-1906 (Icaria Editorial, 2009)[7]
- Jaume Viladoms i Valls 1913-1976: record homenatge al mestre i lluitador (coord. Fundació Jaume Viladoms, 2011)[8]